# Presa Long Lake
La presa Long Lake es una presa de gravedad situada en el río Spokane, entre el condado de Lincoln y el condado de Stevens  aproximadamente a 48 km al noroeste de Spokane en Washington oriental. Forma el Long Lake (Washington), un embalse de 37,8 km  de largo que tiene una capacidad de producción de 71 megavatios. El dique fue construido por Washington Water Power (actualmente Avista Utilities), el cual opera otras cinco presas a lo largo del Spokane.
Tras su conclusión en 1915, la presa ha bloqueado completamente las migraciones de salmón a las secciones superiores del Spokane, a pesar de que la presa Grand Coulee en el río Columbia, hizo desaparecer al salmón en el río Spokane en 1942.  La presa fue introducida al Registro Nacional de Sitios Históricos en 1988.